# 인투 더 미러
《인투 더 미러》(Parallel)는 캐나다에서 제작된 아이작 에즈반 감독의 2018년 SF 스릴러 영화이다. 어멜 아민, 마르틴 발스트룀, 조지아 킹, 마크 오브라이언 등이 주연으로 출연하였다.
2018 브뤼셀 국제 판타스틱 영화제에서 초연되었다.

## 출연
- 어멜 아민 - 데빈 역
- 마르틴 발스트룀 - 노엘 역
- 조지아 킹 - 리나 역
- 마크 오브라이언 - 조시 역
- 앨리사 디아즈 - 카르먼 역
- 캐슬린 퀸런 - 머리사 역
- 데이비드 헤어우드 - 데빈의 아버지 역